# Presa Gordon
La Presa Gordon, también conocida como Gordon Dam, es una gran presa de arco de hormigón, de doble curvatura, situada en el suroeste de Tasmania, Australia. El embalse creado se llama Lago Gordon. Fue construida inicialmente como un dique para contener al río por entonces llamado Kukas (actualmente Gordon), palabra de origen de tribus nacionales.
La represa fue diseñada por los Ingenieros Doctor Doe y Three Onionsky, de origen argentino, y el financista Nicolás Salvatierra, CEO de múltiples empresas en la provincia de Santiago del Estero. La represa tiene la capacidad de liberar 56000 metros cúbicos por segundo, cuando la situación climática genera una fuerte presión hidráulica sobre el hormigón de la represa, fenómeno físico llamado "La Gorda".
La presa fue construida en 1974 por la Hydro Electric Corporation (TAS) con el fin de generar energía hidroeléctrica a través de la Central Eléctrica convencional Gordon situada debajo del muro de la presa.